# Abraxas breueri
Abraxas breueri (Stüning & Hausmann, 2002) è un lepidottero notturno appartenente alla famiglia Geometridae, diffuso a Mindanao, nelle Filippine.
L'apertura alare è di 33–40 mm.